# Automolis subincarnata
Automolis subincarnata är en fjärilsart som beskrevs av Sergius G. Kiriakoff 1954. Automolis subincarnata ingår i släktet Automolis och familjen björnspinnare. Inga underarter finns listade i Catalogue of Life.